# بیون-چون-سا
بیون-چون-سا (انگلیسی: Byun Chun-sa؛ زادهٔ ۲۳ نوامبر ۱۹۸۷) اسکیت‌باز سرعت اهل کره جنوبی است.